# 1. SC Mayen-Koblenz
Der 1. SC Mayen-Koblenz (offiziell: 1. Snooker-Club Mayen-Koblenz e. V.) ist ein Snookerverein aus Vallendar im Landkreis Mayen-Koblenz. Die erste Mannschaft des 2011 gegründeten Vereins spielt seit 2016 in der 1. Bundesliga und wurde zwischen 2018 und 2025 fünfmal deutscher Meister.

## Geschichte
| Platzierungen (seit 2012)   | Platzierungen (seit 2012) | Platzierungen (seit 2012) |
| Saison                      | Liga (Spielklasse)        | Platz                     |
| --------------------------- | ------------------------- | ------------------------- |
| 2012/13                     | Verbandsliga (4)          | 3                         |
| 2013/14                     | Oberliga Nord (3) 1       | 1                         |
| 2014/15                     | 2. Bundesliga Süd (2)     | 5                         |
| 2015/16                     | 2. Bundesliga Süd (2)     | 1                         |
| 2016/17                     | 1. Bundesliga (1)         | 2                         |
| 2017/18                     | 1. Bundesliga (1)         | 1                         |
| 2018/19                     | 1. Bundesliga (1)         | 1                         |
| 2019/20                     | 1. Bundesliga (1)         | 2                         |
| 2020/21                     | 1. Bundesliga (1)         | –                         |
| 2021/22                     | 1. Bundesliga (1)         | 2                         |
| 2022/23                     | 1. Bundesliga (1)         | 1                         |
| 2023/24                     | 1. Bundesliga (1)         | 1                         |
| 2024/25                     | 1. Bundesliga (1)         | 1                         |
| 1 als 1. SC Mayen-Koblenz 4 |                           |                           |

Der 1. SC Mayen-Koblenz wurde 2011 gegründet und trat 2012 der Deutschen Billard-Union bei. In der Saison 2012/13 startete er mit zwei Mannschaften in der viertklassigen Verbandsliga, ein Jahr später kam eine weitere Mannschaft hinzu, 2015 zwei weitere.
Die erste Mannschaft erreichte in der Saison 2012/13 den dritten Platz in der Verbandsliga. Da die Verbandsliga anschließend aufgelöst wurde, stieg man in die nun zweigleisige Oberliga auf, in der man in der folgenden Spielzeit alle sechs Ligaspiele gewann und damit den ersten Platz erreichte. Anschließend besiegte die Mannschaft in den Play-offs den BSV Südliche Weinstraße und den PSC Rhein Nahe Bingen und qualifizierte sich so für die Aufstiegsrunde zur 2. Bundesliga, in der sie sich ebenfalls durchsetzen konnte. In der Saison 2015/16 belegte man mit nur vier Punkten Vorsprung auf die Abstiegsplätze den fünften Platz. In der folgenden Spielzeit erreichte man mit zwölf Siegen aus 14 Ligaspielen – lediglich die Auswärtsspiele beim PSC Kaufbeuren und beim 1. Münchner SC wurden verloren – den ersten Platz und schaffte damit den Aufstieg in die 1. Bundesliga.
In seiner ersten Bundesligasaison wurde der Verein punktgleich mit dem erstplatzierten BC Stuttgart 1891 Vizemeister. In der Saison 2017/18 wurde man mit neun Siegen in zwölf Spielen ungeschlagen deutscher Meister. In der folgenden Spielzeit gelang dem Team die Titelverteidigung, wobei am zwölften Spieltag gegen den SC 147 Essen die einzige Niederlage erfolgte.
In der aufgrund der COVID-19-Pandemie abgebrochenen Saison 2019/20 belegte die Mannschaft punktgleich mit dem Meister TSG Heilbronn den zweiten Platz. Nachdem die Spielzeit 2020/21 pandemiebedingt annulliert worden war, folgte in der Saison 2021/22 erneut der zweite Platz, diesmal mit drei Punkten Rückstand auf die Heilbronner, wobei der 1. SC Mayen-Koblenz an den letzten beiden Spieltagen mit den langjährigen Main-Tour-Profis Nigel Bond und Ken Doherty antrat.

## Zweite Mannschaft
| Platzierungen (seit 2012)   | Platzierungen (seit 2012) | Platzierungen (seit 2012) |
| Saison                      | Liga (Spielklasse)        | Platz                     |
| --------------------------- | ------------------------- | ------------------------- |
| 2012/13                     | Verbandsliga (4)          | 5                         |
| 2013/14                     | Oberliga Nord (3) 2       | 3                         |
| 2014/15                     | Oberliga (3)              | 6                         |
| 2015/16                     | Oberliga (3)              | 1                         |
| 2016/17                     | Oberliga (3)              | 1                         |
| 2017/18                     | Oberliga (3)              | 1                         |
| 2018/19                     | 2. Bundesliga Nord (2)    | 6                         |
| 2019/20                     | 2. Bundesliga Süd (2)     | 5                         |
| 2020/21                     | 2. Bundesliga Süd (2)     | –                         |
| 2021/22                     | 2. Bundesliga Süd (2)     | 7                         |
| 2022/23                     | 2. Bundesliga Süd (2)     | 2                         |
| 2023/24                     | 2. Bundesliga Süd (2)     | 6                         |
| 2024/25                     | 2. Bundesliga Süd (2)     | 5                         |
| 2 als 1. SC Mayen-Koblenz 5 |                           |                           |

Die zweite Mannschaft des 1. SC Mayen-Koblenz erreichte in der Saison 2015/16 mit nur einer Niederlage den ersten Platz in der Oberliga. In der Aufstiegsrunde zur 2. Bundesliga konnte sie sich jedoch nicht gegen den USC Ingolstadt und den BV Pforzheim durchsetzen. Auch in den beiden folgenden Spielzeiten wurde das Team Oberligameister und 2018 gelang schließlich der Aufstieg in die zweite Liga.
In der 2. Bundesliga wurde das Team 2019 Sechster und in der aufgrund der COVID-19-Pandemie abgebrochenen Saison 2019/20 Fünfter. Nachdem die Spielzeit 2020/21 pandemiebedingt annulliert worden war, belegte die Mannschaft in der Saison 2021/22 den mit dem Abstieg verbundenen siebten Platz. Da die dritte Mannschaft als Oberligameister jedoch aufgestiegen wäre, blieb das Team in der zweiten Liga.

## Weitere Mannschaften
| Beste Platzierungen (seit 2012) | Beste Platzierungen (seit 2012) | Beste Platzierungen (seit 2012) | Beste Platzierungen (seit 2012) |
| Saison                          | Liga (Spielklasse)              | Mannschaft                      | Platz                           |
| ------------------------------- | ------------------------------- | ------------------------------- | ------------------------------- |
| 2013/14                         | Oberliga Süd (3)                | 3.                              | 4                               |
| 2014/15                         | Oberliga (3)                    | 3.                              | 3                               |
| 2015/16                         | Oberliga (3)                    | 3.                              | 2                               |
| 2016/17                         | Oberliga (3)                    | 3.                              | 3                               |
| 2017/18                         | Oberliga (3)                    | 3.                              | 3                               |
| 2018/19                         | Oberliga (3)                    | 5.                              | 3                               |
| 2019/20                         | Oberliga (3)                    | 6.                              | 1                               |
| 2020/21                         | Oberliga (3)                    | 3.                              | –                               |
| 2021/22                         | Oberliga (3)                    | 6.                              | 1                               |
| 2022/23                         | Oberliga (3)                    | 3.                              | 2                               |
| 2023/24                         | Oberliga (3)                    | 5.                              | 2                               |
| 2024/25                         | Oberliga (3)                    | 6.                              | 2                               |

Der Verein konnte zeitweise bis zu 7 Mannschaften stellen, die ab der 3. Mannschaft in der Oberliga Rheinland-Pfalz antraten. Die 3. Mannschaft war dabei nicht automatisch die beste, die unterschiedlichen Teams platzierten sich in verschiedenen Reihenfolgen. Am erfolgreichsten war die 6. Mannschaft, die 2020 und 2022 zweimal die Oberligameisterschaft für den Verein errang.

## Aktuelle und ehemalige Spieler
(Auswahl)
- Ali Masoudi Alavi
- Omar Alkojah
- Berthold Bersch
- Nigel Bond[16][17]
- Ken Doherty[16][17]
- Daniel Dück
- Alessandro Fogolin
- Felix Frede
- Christopher Fußhöller
- Nicolas Georgopoulos
- Thomas Hein
- Kevin Van Hove
- Fadhel Karoui
- Lukas Kleckers[1]
- Julien Leclercq
- Simon Lichtenberg
- Sascha Lippe
- Richard Lübke
- Holger Marth
- Nicole Mehren
- Danial Ghanbari Odivi
- Johannes Pollmächer
- Miro Popovic
- Christian Richter
- Lars Rother
- Olaf Thode
- Kristof Vermeiren
- Björn Viohl
- Alexander Widau